# Challenger Providencia 2011
Il Challenger Providencia 2011, noto anche come Cachantún Cup per motivi di sponsorizzazione, è stato un torneo professionistico di tennis maschile giocato sulla terra rossa. È stata la 6ª edizione del torneo, che fa parte dell'ATP Challenger Tour nell'ambito dell'ATP Challenger Tour 2011. Si è giocato dal 7 al 13 marzo 2011 sui campi in terra rossa del Club Providencia di Providencia, nella Regione Metropolitana di Santiago, in Cile.

## Partecipanti

### Teste di serie
| Giocatore | Nazionalità            | Ranking* | Testa di serie |
| --------- | ---------------------- | -------- | -------------- |
| Argentina | Horacio Zeballos       | 100      | 1              |
| Argentina | Máximo González        | 123      | 2              |
| Brasile   | João Souza             | 126      | 3              |
| Francia   | Éric Prodon            | 136      | 4              |
| Argentina | Diego Junqueira        | 163      | 5              |
| Cile      | Paul Capdeville        | 165      | 6              |
| Brasile   | Rogério Dutra da Silva | 166      | 7              |
| Croazia   | Franko Škugor          | 167      | 8              |

- Ranking al 28 febbraio 2011.

### Altri partecipanti
Giocatori che hanno ricevuto una wild card:
- Jorge Montero
- Guillermo Rivera-Aranguiz
- Cristóbal Saavedra-Corvalán
- Juan Carlos Sáez

Giocatori passati dalle qualificazioni:
- Guillermo Hormazábal
- José Pereira
- Diego Schwartzman
- Stefano Travaglia

## Campioni

### Singolare
Máximo González ha battuto in finale  Éric Prodon, 7–5, 0–6, 6–2

### Doppio
Máximo González /  Horacio Zeballos hanno battuto in finale  Guillermo Rivera-Aranguiz /  Cristóbal Saavedra-Corvalán, 6–3, 6–4